# Полицейска академия 2: Тяхното първо назначение
„Полицейска академия 2: Тяхната първа задача“ (на английски: Police Academy 2: Their First Assignment) е американска комедия от 1985 година на режисьора Джери Парис, който го прави едно от шестте продължения на поредицата „Полицейска академия“.
Много, много, актьори се завръщат от първия филм, за да репликират съответно своите роли. Стив Гутенберг повтаря ролята си на Махони, клоуна на класа, бившия американски футболист Буба Смит се завръща като Хайтауър, Марион Рамси се представя отново като Лаверн Хукс, Дейвид Граф се завръща като луд офицер Юджийн Такълбъри, а ветеранът актьор Джордж Гейнс се завръща като командир Ерик Ласард. Това е единственият филм от поредицата, който не включва Лесли Истърнбрук като лейтенант Деби Калахан.
Новите лица в „Полицейска академия 2“ включват Хауърд Хесеман като капитан Пийт Ласард (брат на командира на полицейската академия Ерик Ласард), Бобкат Голдвайт като Зед, лидер на „The Scullions“, една неприятна банда, Арт Месрано като лейтенант Маусър, Питър Ван Нордън като коварен сержант на полицейското куче Вини, Тим Казурински като злополучен собственик на бизнеса Карл Съличук и Ланс Кинси като сержант Проктър. Във филма кадетите на полицейската академия са завършили и са назначени в най-лошия район в града, където трябва да помогнат на капитан Пийт Ласърд да се бори с бандата на Зед.

## Дублажи

### Брайт Айдиас (1991)
| Превод              | Таня Григорова                                                                         |
| Редактор            | Лидия Райчева                                                                          |
| Звукооператор       | Пламен Пировски                                                                        |
| Звукорежисьор       | Сия Попова                                                                             |
| Режисьор на дублажа | Мирослав Стоянов                                                                       |
| Озвучаващи артисти  | Адриана Андреева Елза Лалева Никола Стефанов Иван Танев Пламен Сираков Стефан Стефанов |

### TITLE.BG (2009)
| Преводач            | Иво Иванов                                                   |
| Тонрежисьор         | Петър Макавеев                                               |
| Режисьор на дублажа | Тодор Георгиев                                               |
| Озвучаващи артисти  | Лиза Шопова Марин Янев Емил Емилов Петър Калчев Цветан Ватев |

## Филми от поредицата за „Полицейска академия“
Поредицата „Полицейска академия“ включва 7 филма:
- „Полицейска академия“ (1984)
- „Полицейска академия 2: Тяхното първо назначение“ (1985)
- „Полицейска академия 3: Отново в академията“ (1986)
- „Полицейска академия 4: Градски патрул“ (1987)
- „Полицейска академия 5: Мисия в Маями“ (1988)
- „Полицейска академия 6: Град под обсада“ (1989)
- „Полицейска академия 7: Мисия в Москва“ (1994)